# Alcobaça (freguesia)
Pour les articles homonymes, voir Alcobaça.
Alcobaça est une freguesia portugaise située dans L'Ouest et
District de Leiria.
Avec une superficie de 3,38 km2 et une population de 4 987 habitants (2001), la paroisse possède une densité de 1 475,4 hab/km2.